# 大小姐無法變坦率
《大小姐無法變坦率》是ensemble在2017年6月30日發售的戀愛冒險類型成人遊戲。2018年3月30日發售Fan disc《大小姐無法變坦率～只給最喜歡的你～》（お嬢様は素直になれない～大好きをキミだけに～）。

## 故事簡介
近衛總一的家庭從事護衛工作，某天總一應母親要求跟她到嶺峰學園保護理事長的女兒。總一到嶺峰學園的路上幫忙了一位女孩找小狗，後來總一才知道那名女孩就是他要保護的對象緋神久遠，而久遠對總一十分信賴，並要總一跟她一起改變學園。

## 登場角色
近衛總一
作品男主角。從事護衛工作的嶺峰學園二年級學生。某天總一應母親要求跟她到嶺峰學園保護理事長的女兒。
緋神久遠（聲：柳ひとみ）
嶺峰學園理事長的女兒，總一的同班同學。由於找小狗事件和總一一見如故，希望總一能協助自己辦場成功的校慶，以挽救日漸減少的入學人數。
柊木惠梨香（聲：遙空）
嶺峰學園的學生會長，平時語調冷淡，但很會為學生著想。
壬生夏希（聲：橘まお）
總一的同班同學，久遠的貼身保鑣。小時候曾和總一、六花一起玩耍。
神宮寺美紅（聲：風音）
總一的學姐，個性自由奔放，會對感興趣的對象惡作劇。
近衛六花（聲：小鳥居夕花）
總一沒有血緣關係的妹妹，是名天才，曾到海外留學。對總一有好感，在總一轉入嶺峰學園後也決定跟著轉進。
支倉若葉（聲：清水淺葱）
學生會副會長，和惠梨香是好朋友。總是帶著笑容並適時給予身邊的人幫助。

## 主題曲
大小姐無法變坦率
片頭曲
作詞、主唱：Duca，作曲、編曲：chokix
個人線片頭曲「Blooming」
作詞、主唱：Duca，作曲、編曲：ANZIE
片尾曲
作詞、主唱：Duca，作曲、編曲：chokix
大小姐無法變坦率～只給最喜歡的你～
片頭曲「be with you」
作詞、主唱：Duca，作曲、編曲：
片尾曲「Memories」
作詞、主唱：Duca，作曲、編曲：ANZIE

## 評價
《大小姐無法變坦率》在Getchu.com的2017年6月銷量榜上排名第4名。於「萌系遊戲大賞」2017年6月的月間賞獲得第4名。

## 外部連結
- 大小姐無法變坦率遊戲官網（页面存档备份，存于）（日語）
- 大小姐無法變坦率～只給最喜歡的你～遊戲官網（页面存档备份，存于）（日語）